# Leopardus fasciatus
Leopardus fasciatus is een zoogdier uit de familie van de katachtigen (Felidae). De wetenschappelijke naam van de soort werd voor het eerst geldig gepubliceerd door Larrañaga in 1923. De soort werd in 2020 afgesplitst van de colocolokat (Leopardus colocola).

## Voorkomen
De soort komt voor in Uruguay, het noordoosten van Argentinië en het zuiden van Brazilië.